# Borona

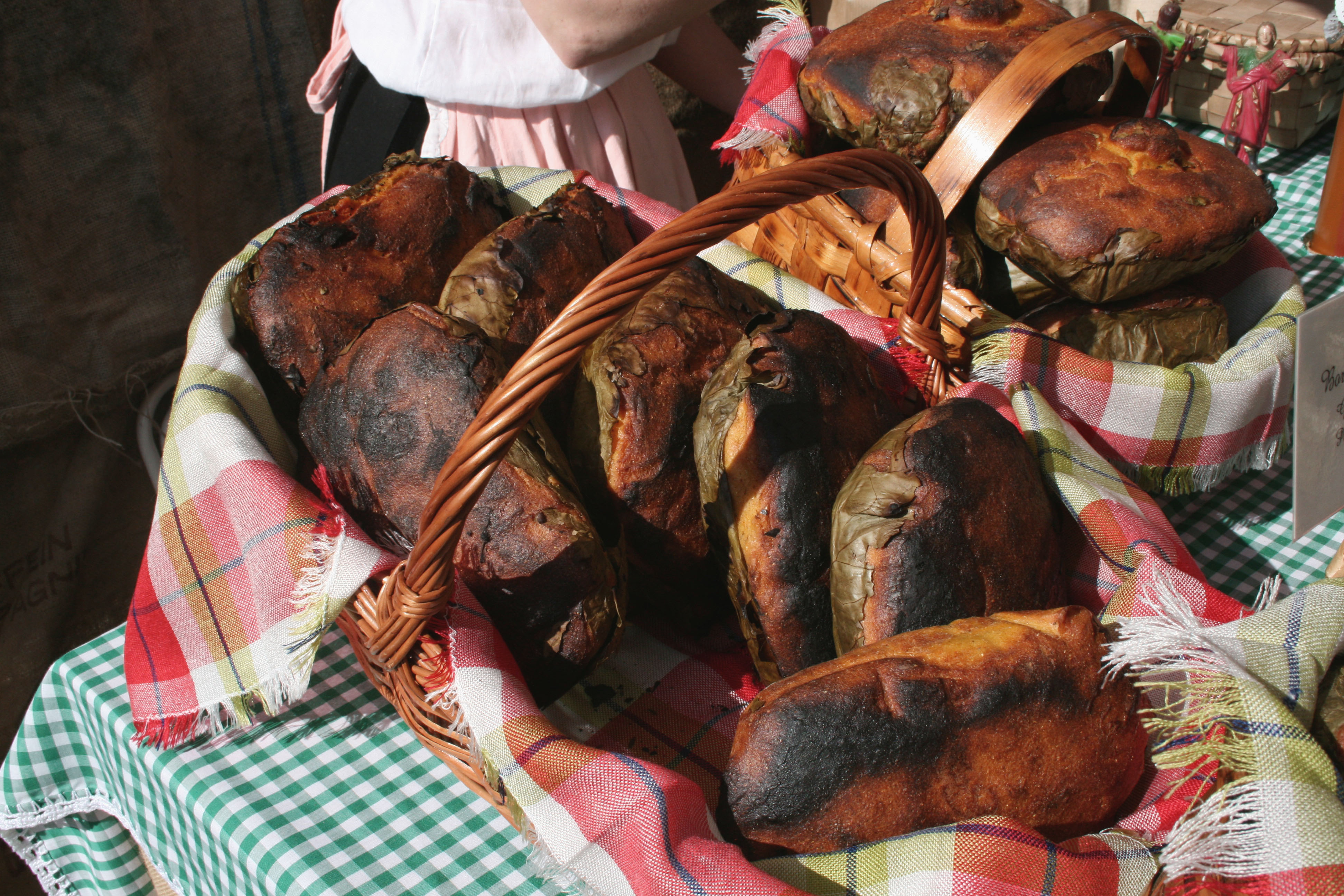
Borona artesanal.

La borona o borono es el nombre con que desde antiguo se llamaba al mijo, posteriormente al maíz y, por extensión, al pan hecho con harina de cualquiera de estos cereales. Es un alimento tradicional de las regiones españolas donde se producen estas gramíneas, donde ha sido parte de la dieta elemental hasta mediados del siglo XX. Se suele cocinar al horno envuelto de hojas de berzas o castaño y a menudo tiene en su interior embutidos (en este caso se suele decir que está preñada).

## Historia
Antes de que el maíz llegara a la península ibérica procedente de América, ya se llamaba borona a un tipo de pan mixto, hecho con cebada y centeno,. El Becerro de las behetrías de Castilla del siglo XIV, se refiere a este cereal cuando detalla las obligaciones tributarias de los vasallos: Dan mas al rey vna fanega de pan la meitat escandia e la meitat borona. Las referencias a la borona se suceden a lo largo de la historia, como se refleja en la Colección diplomática de Santa Catalina del Monte Corbán y tras la llegada de los españoles al Nuevo Mundo en 1492, se sigue llamando borona a los panes hechos con mijo o panizo que los autores de la época atribuyen a los vascos, aunque debieron consumirse en más lugares de la Península.
El término borona vuelve a aparecer en el año 1619 en el municipio de Oseja de Sajambre, situado en los Picos de Europa, en un contexto que parece indicar que ya se trata de pan de maíz, por lo que ésta sería la mención histórica más antigua, conocida hasta el momento, de la borona tal y como la entendemos en la actualidad.
En 1794 Jovellanos habla de la «borona o pan de maíz» que se comía en el Principado de Asturias en su Informe de la Sociedad Económica de Madrid.

## Características
La mezcla de harinas de trigo (harina de trigo de escanda) y maíz (2/3 de harina de maíz y el resto de harina de trigo) hace que el color interior de la borona sea de color amarillo pálido. La masa se suele poner en un molde, puede ser rectangular aunque hoy en día suele tener forma toroidal. En la receta tradicional se incluye dentro de la masa algunas rebanadas de chorizo y diversas carnes entre ellas la costilla (´costiella´). La masa se pone, junto con el molde en un horno y se cocina a temperaturas relativamente bajas durante toda una noche.
La boroña preñada lleva chorizo, tocino y sabadiego. Tras cinco horas de cocción, las berzas que lo envuelven adquieren un aroma levemente agrio que es el contrapunto perfecto al dulzor del maíz; la potencia y la sustancia de los embutidos hacen el resto.

## Servir
Para servir la borona se abre por la mitad y se vuelca el contenido cárnico de su interior para ser comido junto con la masa de pan cocida.